# Roter Frontkämpferbund
El Roter Frontkämpferbund (en español: Frente Rojo de 
Combate o Frente Rojo de Lucha, abreviado RFB), usualmente llamado Rotfrontkämpferbund, fue una organización partisana del Partido Comunista de Alemania que existió durante la República de Weimar, aunque oficialmente estaba registrada como una asociación no política. La milicia existió entre 1924 y 1929, cuando fue prohibida al ser declarada extremista por las autoridades socialdemócratas alemanas.

## Historia
El Roter Frontkämpferbund fue fundado por el KPD en el verano de 1924 y estuvo compuesto en buena medida por comunistas veteranos de la Primera Guerra Mundial. El objetivo del RFB no era el servir como un Ejército revolucionario que derribara al poder establecido, sino servir en tareas de agitación política en las calles y, en última instancia, mantener las aptitudes militares de sus veteranos de guerra. A diferencia de lo que ocurría con otras milicias paramilitares, como el Reichsbanner socialdemócrata o el Stahlhelm nacionalista, el RFB no contó con ningún apoyo o protección institucional. Las Sturmabteilung nazis (SA) solían enfrentarse a menudo con los miembros del RFB.

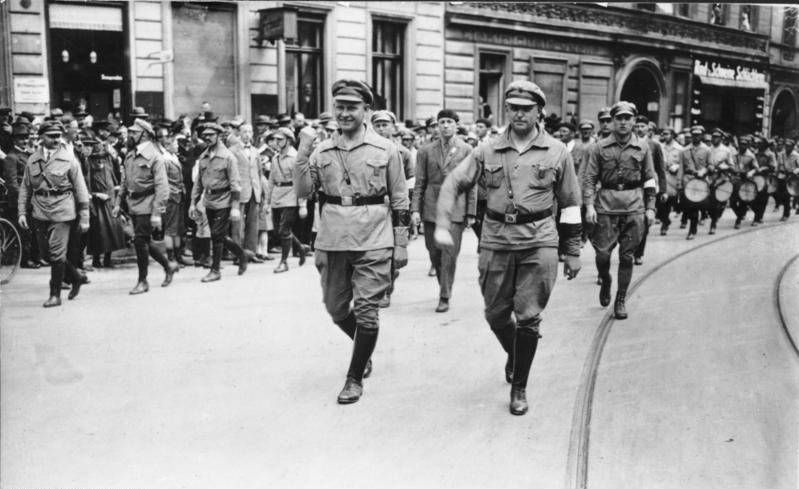
Thälmann y Leow, líderes del RFB, desfilando por Berlín (junio de 1927).

En la Alemania de aquel entonces eran muchos los que creían realmente que el Roter Frontkämpferbund era en realidad el cuadro de formación para la posterior y futura creación de un «Ejército Rojo» controlado por el KPD. Desde agosto de 1925 el gobierno del Reich intentó coordinarse con los gobiernos de los Länder y lograr una ilegalización conjunta del RFB, aunque estos intentos inicialmente no prosperaron. En 1928 el Roter Frontkämpferbund alcanzó su número máximo de miembros, 106.000.
Sin embargo, en 1928, después de algunos incidentes ocurridos entre la policía prusiana y el RFB, el ministro del Interior de Prusia empezó a preparar la futura prohibición del RFB. Tras esto, en diciembre de 1928 la policía prusiana prohibió a la RFB realizar nuevas concentraciones, después de que el mes anterior unos incidentes entre nazis y comunistas dejaran 3 muertos. Sin embargo, varios meses más tarde las milicias del RFB acudieron a la manifestación del 1 de mayo de 1929, después de que el 25 de marzo sus líderes hubieran hecho un llamamiento para conseguir una «movilización masiva». A pesar del llamamiento anterior lanzado por los líderes del Roter Frontkämpferbund, durante el 1 de mayo sus milicias no estuvieron a la altura de las circunstancias, y tuvieron que hacer frente a una durísima represión policial que dejó 33 muertos. Tras estos incidentes, el RFB fue definitivamente prohibido por las autoridades en mayo-junio de 1929.
Contrario a lo sostenido por una leyenda perpetuada por algunos historiadores, las deserciones de miembros del RFB a las SA fueron muy raras.

## Marcha
El Roter Frontkämpferbund usaba como "himno" una marcha llamada Die Roter Front Marschiert (La Marcha del Frente Rojo) durante los mítines y desfiles callejeros. A continuación se presenta la letra alemana traducida al español;[cita requerida]
| Versión original | Traducción española |
| --- | --- |
| Rotfront! Die rote Front marschiert Trotz Severing und sein Verbot Trotz Hakenkreuz und Schwarz-Weiß-Rot Daß alle Welt es spürt Die rote Front marschiert Rotfront! Die rote Front marschiert Erhoben die geballte Faust Die bald als Hammer niedersaust Daß alle Welt es spürt Die rote Front marschiert Rotfront! Die rote Front marschiert Millionen gehn in Schritt und Tritt In unsern roten Reihen mit Die Trommeln werden gerührt Die rote Front marschiert Rotfront! Die rote Front marschiert Und unsre Leiber sind der Wall Rotfront ist Russland überall Lenin zum Sieg uns führt Die rote Front marschiert Rotfront! Wir lassen uns niemals verbieten Von Severing und seinem Verbot Wir lassen uns niemals verbieten Berlin bleibt rot Nieder mit dem RFB-Verbot Rotfront! Nieder mit dem RFB-Verbot Rotfront! | Frente Rojo! Las marchas delanteras rojas A pesar de Severing y su prohibición A pesar de la esvástica y el rojo blanco y negro Para que todo el mundo lo sienta Las marchas delanteras rojas Frente Rojo! Las marchas delanteras rojas Levantó el puño cerrado Que pronto caerá como un martillo Para que todo el mundo lo sienta Las marchas delanteras rojas Frente Rojo! Las marchas delanteras rojas Millones van a cada paso del camino En nuestras filas rojas con los tambores se agitan Las marchas delanteras rojas Frente Rojo! Las marchas delanteras rojas Y nuestros cuerpos son el muro El Frente Rojo ya está en toda Rusia (URSS) Lenin nos lleva a la victoria! Las marchas delanteras rojas Frente rojo! Nunca nos dejamos callar De Severing y su prohibición Nunca nos dejamos callar Berlín se quedará rojo Abajo la prohibición del RFB Frente Rojo! Abajo la prohibición del RFB Frente Rojo! |